# Bruno Leoni
Pour les articles homonymes, voir Leoni.
Bruno Leoni (né le 26 avril 1913 à Ancône et mort le 21 novembre 1967 à Turin) est un philosophe italien libéral classique et sociologue juriste.

## Biographie
Après des études de Droit suivies à l'université de Turin, il commence à publier des ouvrages et articles de théorie juridique. Pendant la Seconde Guerre mondiale, il participe à un groupe de résistants antifascistes où il se distingue par plusieurs exploits héroïques.
En 1945, il devient professeur de philosophie du Droit et de la théorie de l'État à l'université de Pavie. Tout en travaillant comme avocat, il est également fondateur du journal Il Politico et collaborateur au quotidien économique 24 Ore, dans lequel il critique les dérives interventionnistes des différents gouvernements italiens.
En 1961, il publie son classique Freedom and The Law (1961) (traduction La Liberté et le Droit parue en 2006 aux Belles Lettres), qui exercera une influence considérable aussi bien sur Friedrich von Hayek (pour son évolutionnisme juridique) que sur Murray Rothbard (lequel y reconnaîtra une conception quasiment libertarienne d'une société de Droit fonctionnant sans le monopole étatique de la coercition).
Il préside brièvement la société du Mont-Pèlerin de 1967, succédant à Friedrich Lutz et cédant sa place à Guenter Schmolders. Il meurt prématurément, victime d'un meurtre, le 21 novembre 1967.  

## Citations
« La législation apparaît aujourd'hui comme un moyen plus rapide, plus rationnel et de plus grande envergure pour résoudre toutes sortes de maux ou de désagréments que les modes d'ajustements individuels spontanés tels que l'arbitrage privé, la signature de contrats ou encore la coutume. On oublie pourtant la plupart du temps de faire remarquer que le remède législatif est peut-être trop rapide pour être efficace, trop imprévisible pour être complètement bénéfique, et beaucoup trop soumis à la contingence des points de vue et des intérêts d'une poignée d'individus (les législateurs), quels qu'ils soient, pour être une solution satisfaisante pour tous. Même lorsque ces mises en garde sont prises en compte, la critique porte généralement plus sur certaines lois en particulier que sur la législation en elle-même, et on cherche plutôt de "meilleures" lois qu'une solution autre que la législation. » [réf. nécessaire]